# پیرو آگرادی
پیرو آگرادی (انگلیسی: Piero Aggradi; ۷ اکتبر ۱۹۳۴ – ۱۷ ژوئیهٔ ۲۰۰۸) بازیکن فوتبال اهل ایتالیا بود.
از باشگاه‌هایی که در آن بازی کرده‌است می‌توان به باشگاه فوتبال آلساندریا، باشگاه فوتبال یوونتوس، باشگاه فوتبال مونتسا، باشگاه فوتبال چزنا، و باشگاه فوتبال پالرمو اشاره کرد.